# Batkî, Zinkiv
Batkî (în ucraineană Батьки) este localitatea de reședință a comunei Batkî din raionul Zinkiv, regiunea Poltava, Ucraina.

## Demografie
Componența lingvistică a localității Batkî
     Ucraineană (96,77%)
     Rusă (2,43%)
     Alte limbi (0,27%)
Conform recensământului din 2001, majoritatea populației localității Batkî era vorbitoare de ucraineană (96,77%), existând în minoritate și vorbitori de rusă (2,43%).